# Нідеґґбрюке
Нідеґґбрюке (нім. Nydeggbrücke — міст Нідеґґ) — міст у Берні, Швейцарія, побудований через річку Ааре й розташований поряд з Ведмежим парком Берна. Міст збудували 1840 року паралельно до моста Унтерторбрюке, який до того часу був єдиним мостом через річку Ааре. Нідеґґбрюке має загальну довжину 190 метрів, і його будівництво тривало три роки. Цей міст — швейцарська пам'ятка культурної спадщини національного значення.

## Історія

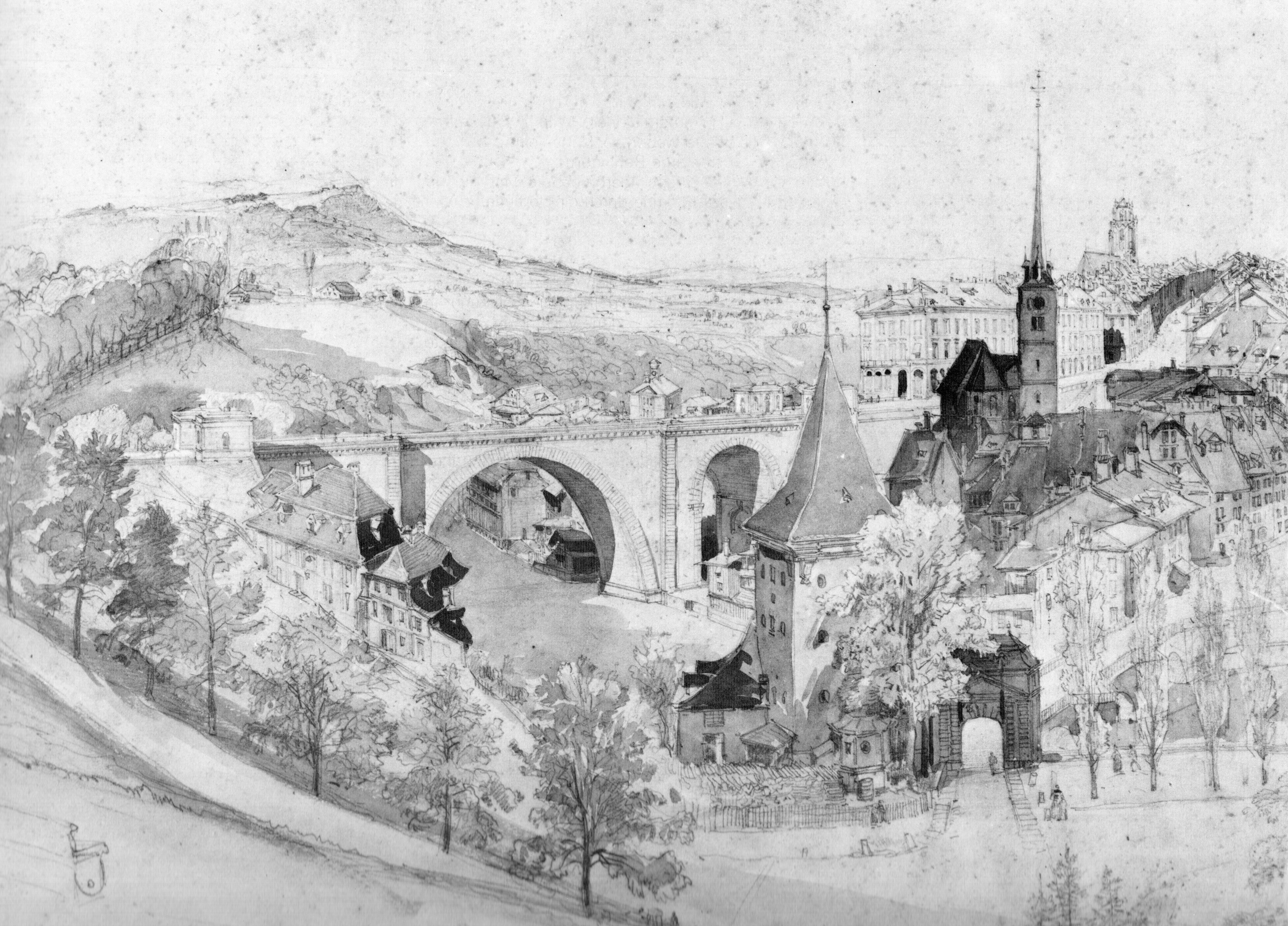
Ескіз мосту Нідеггбрюке 1850 року. Вид на південний захід через річку Ааре в напрямку Старого міста Берна.

У липні 1840 року місто Берн офіційно призначило Карла Емануеля Мюллера провідним інженером проєкту побудови Нідеґґбрюке. У серпні 1840 року роботи почалися з будівництва кесонних дамб і підготовки фундаментів для опор мосту. Попри сильні повені та інші затримки, у травні 1841 року опори встановили й підняли над рівнем води. Церемонія закладання наріжного каменю відбулася на початку червня, а восени 1841 року розпочалося будівництво бічних арок, яке закінчилось через рік. З початку зими 1842 до літа 1843 року була побудована центральна арка, а 14–15 вересня 1843 року відсвяткували гарматною стріляниною, промовами та бенкетом закінчення основного будівництва, почались роботи зі створення дороги по мосту. 23 листопада 1844 року проїзд по мосту урочисто було відкрито. Весь проєкт коштував близько 1 650 000 франків.
1 березня 1853 року набула чинності частина Швейцарської федеральної конституції 1848 року, яка скасувала всі внутрішні збори за проїзд та торгівлю. Митні пункти на Нідеґґбрюке були закриті, а кантон отримав міст у свою власність. У 1850 році нижче за течією від Берна, через Ааре було побудовано автомобільний та залізничний Тіфенаубрюке, який став найкращим шляхом до міста, тоді як Нідеґґбрюке використовувався лише для місцевого руху. Це змінилося в 1920-х роках, коли місто розширилося на південний схід і міст Нідеґґ став більше використовуватися.

## Характеристика мосту
Нідеґґбрюке — це споруда з природного каменю над річкою Ааре з трьома арками. Міст був збудований з вапняку Мерлінгера та Юри (із Золотурна), а потім облицьований блакитним пісковиком з сусіднього Остермундігена. Весь міст має 190 м завдовжки та 10, 5 м шириною. Вершина мосту сягає на 25 м вище середнього рівня річки. Міст звужується в центрі і має лише 7,5 м. Центральна арка має 46 м завширшки, а бічні арки мають ширину 16,5 м. До 1890-х років велика центральна арка була найбільшою в Європі. Стовпи, що підтримують центральну арку, мають ширину 14 м.